# Oš
Oš je grad u Kirgistanu, smješten u Ferganskoj dolini na jugu zemlje. Grad Oš je adiministrativno središte Oške oblasti od 1939.g. Grad ima oko 220.000 stanovnika (2003.) i drugi je grad po veličini u Kirgistanu.
Grad Oš je jedno od najstarijih naselja u Središnjoj Aziji, a poznat je iz 8. stoljeća kao jedan od središta proizvodnje svile na Putu svile.

## Gradovi pobratimi
- Istanbul
- Sankt Peterburg
- Jeddah
- Amasya